# 柳叶五月茶
柳叶五月茶（学名：Antidesma pseudomicrophyllum）为大戟科五月茶属下的一个种。

## 扩展阅读
- 維基物種上的相關：柳叶五月茶